# أومبرتو جيوردانو
أومبرتو جيوردانو (بالإيطالية: Umberto Giordano)‏ هو ملحن إيطالي، ولد في 28 أغسطس 1867 في فودجا في إيطاليا، وتوفي في 12 نوفمبر 1948 في ميلانو في إيطاليا.

## وصلات خارجية
- أومبرتو جيوردانو على موقع IMDb (الإنجليزية)
- أومبرتو جيوردانو على موقع الموسوعة البريطانية (الإنجليزية)
- أومبرتو جيوردانو على موقع ميوزك برينز (الإنجليزية)
- أومبرتو جيوردانو على موقع أول موفي (الإنجليزية)
- أومبرتو جيوردانو على موقع قاعدة بيانات برودواي على الإنترنت (الإنجليزية)
- أومبرتو جيوردانو على موقع قاعدة بيانات الأفلام السويدية (السويدية)
- أومبرتو جيوردانو على موقع أول ميوزيك (الإنجليزية)
- أومبرتو جيوردانو على موقع ديسكوغز (الإنجليزية)
- أومبرتو جيوردانو على موقع قاعدة بيانات الفيلم (الإنجليزية)
- أومبرتو جيوردانو على موقع كينوبويسك (الروسية)